# Справа за тобою!
«Справа за тобою!» («Дело за тобой!») — радянський художній фільм 1983 року, знятий режисером Миколою Александровичем на Творчому об'єднанні «Екран».

## Сюжет
Міська дівчинка приїжджає на канікули до брата. Хлопці з селища помилково сприймають її за чемпіонку з плавання.

## У ролях
- Мар'яна Полтєва — Віра
- Валерій Сторожик — Вадим, новий завідувач сільським клубом, брат Віри
- Маша Чечик — Ніна, дочка Семена Тарасовича
- Андрій Комаров — Андрій, гітарист-самоучка
- Марина Федіна — Марина, ветеринар, дочка Семена Тарасовича
- Олександр Потапов — Семен Тарасович, представник сільради, батько Ніни та Марини
- Василь Кривун — Тимко
- Ігор Сорокін — житель села
- Міша Бабуров — епізод
- Олена Щеглова — епізод
- Іра Дубакіна — епізод
- Євген Капітонов — тренер з плавання (озвучив Юрій Саранцев)
- Володимир Старостін — коментатор
- Олександра Терьохіна — мешканка села
- Зоя Василькова — мешканка села
- Віктор Уральський — житель, барабанщик самодіяльного оркестру
- Галина Буканова — Дар'я Іванівна, мешканка села
- Тамара Логінова — дружина Семена Тарасовича, мати Ніни та Марини
- Микола Волков — мешканець села
- Олеся Іванова — мешканка села
- Віталій Леонов — мешканець села
- Федір Одиноков — Федір Іванович, мешканець села
- Вадим Захарченко — нудьгуючий глядач у цирку
- Іван Агафонов — міліціонер в аеропорту

## Знімальна група
- Режисер — Микола Александрович
- Сценаристи — Альберт Іванов, Юрій Чулюкін
- Оператор — Лев Бунін
- Композитор — Володимир Шаїнський
- Художник — Валентина Брусін